# Milkersdorf
Milkersdorf, niedersorbisch Górnej, ist ein Ortsteil der Gemeinde Kolkwitz im brandenburgischen Landkreis Spree-Neiße. Bis zur Eingemeindung nach Kolkwitz am 6. Dezember 1993 war Milkersdorf eine eigenständige Gemeinde.

## Lage
Milkersdorf liegt in der Niederlausitz und im Biosphärenreservat Spreewald, rund sechseinhalb Kilometer Luftlinie östlich von Vetschau und zwölf Kilometer westnordwestlich von Cottbus. Umliegende Ortschaften sind Brahmow im Norden, Kleines Ende und Papitz im Nordosten, Kunersdorf im Südosten, Krieschow im Süden, Krieschow Vorwerk im Westen und Babow im Nordwesten. Milkersdorf gehört zum amtlichen Siedlungsgebiet der Sorben/Wenden.
Westlich von Milkersdorf liegt der Priorgraben. Durch den Ort verläuft die Kreisstraße 7131. Milkersdorf ist über die im Ort abzweigende Kreisstraße 7132 an die Landesstraße 49 (ehemalige Bundesstraße 115) angeschlossen. Südlich von Milkersdorf verläuft die Bahnstrecke Berlin–Görlitz, der nächstgelegene Bahnhof ist in Kunersdorf.

## Geschichte
Milkersdorf wurde im Jahr 1652 erstmals urkundlich erwähnt, wobei in dieser Urkunde bereits die Besitzverteilung aus dem Jahr 1480 aufgeführt wird. Der Ort hieß damals Mülkerßdorf, die Bedeutung des deutschen Ortsnamens ist unbekannt. Der niedersorbische Ortsname Górnej ist von dem niedersorbischen Wort górny = „oberer“ abgeleitet und bedeutet „oberes Dorf“. Bis 1603 gehörte Milkersdorf zu den Besitzungen der Herren von Zabeltitz. Milkersdorf war Teil der Herrschaft Cottbus und somit ein markbrandenburgisches Dorf, das in einer vom Kurfürstentum Sachsen umgebenen Exklave lag. Zwischen 1603 und 1666 befand sich Milkersdorf im Besitz der Familie von Kracht. Danach wurde das Gut von der verwitweten Margarethe Elisabeth von Loeben gekauft. Später erbte deren Sohn Carl Maximilian von Loeben das Gut, ein in den 1720er Jahren geplanter Verkauf an die Familie von Muschwitz scheiterte. Im Jahr 1733 verkaufte Carl Maximilian von Loeben das Gut Milkersdorf schließlich an den Freiherren Franziskus Matthäus von Vernezobre de Laurieux, der es 1748 seinem Sohn Friedrich Wilhelm Baron von Vernezobre vererbte.
Mit dem Vorfrieden von Breslau und dem Frieden von Berlin kam Milkersdorf im Jahr 1742 an das Königreich Preußen. 1806 musste Preußen das Gebiet der Herrschaft Cottbus an das Königreich Sachsen abgeben. Im Jahr 1809 bezeichnete Milkersdorf das Dorf und das Rittergut. Der Ort bestand aus bestand aus 22 Feuerstellen (=Wohnhäusern), hatte 189 Einwohner und neun Hufen. In Milkersdorf lebten drei Ganzbauern, fünf Halbbauern, vier Kossäten, zwei Büder, sowie ein Einlieger und ein Rademacher. Kirchlich gehörte der Ort zu Papitz. 1810 wurde das Lehngut aufgelöst, nachdem die Nachkommen der Familie von Vernezobre das Gut an die bäuerliche Gemeinde verkauft hatten. Nach der auf dem Wiener Kongress beschlossenen Teilung Sachsens wurde Milkersdorf 1815 wieder preußisch. Bei der Gebietsreform im folgenden Jahr kam der Ort zum Kreis Cottbus, der dem Regierungsbezirk Frankfurt in der Provinz Brandenburg angehörte.
Laut der Topografisch-statistischen Übersicht des Regierungsbezirks Frankfurt a.d.O. aus dem Jahr 1844 hatte Milkersdorf damals 41 Wohngebäude und 169 Einwohner. Bis 1867 stieg die Einwohnerzahl von Milkersdorf auf 242 an. 1875 hatte die Landgemeinde Milkersdorf 245 Einwohner. Gegen Ende des 19. Jahrhunderts war der Ort noch ein stark sorbisch geprägtes Dorf. Für seine Statistik über die sorbische Bevölkerung in der Lausitz ermittelte Arnošt Muka in den 1880er-Jahren für Milkersdorf eine Bevölkerungszahl von 263 Einwohnern, davon waren 259 Sorben (98 %) und vier Deutsche. Um 1900 wurde der bei der vorhergegangenen Volkszählung unbewohnte Gutsbezirk Milkersdorf aufgelöst und in die Landgemeinde eingegliedert. Bei der Volkszählung mit Stichtag 1. Dezember 1910 diese 280 Einwohner. Bis 1933 ging die Einwohnerzahl auf 247 zurück. Nach dem Zweiten Weltkrieg wurde Milkersdorf Teil der Sowjetischen Besatzungszone. Die Einwohnerzahl der Gemeinde lag 1946 bedingt durch Flüchtlinge aus den ehemals deutschen Ortsgebieten bei 312.
Am 25. Juli 1952 kam die Gemeinde Milkersdorf bei einer Kreisreform zum neu gebildeten Kreis Cottbus-Land im Bezirk Cottbus. Im Jahr 1956 hatte Milkersdorf nach Ernst Tschernik einen sorbischsprachigen Bevölkerungsanteil von immer noch 57,8 %, inzwischen ist die niedersorbische Sprache jedoch aus dem alltäglichen Sprachgebrauch verschwunden. Nach der Deutschen Wiedervereinigung gehörte die Gemeinde Milkersdorf zum Landkreis Cottbus im deutschen Bundesland Brandenburg. Zeitgleich mit der Kreisreform in Brandenburg am 6. Dezember 1993 wurde Milkersdorf nach Kolkwitz eingemeindet. Der Ort gehört seitdem zum Landkreis Spree-Neiße.

## Bevölkerungsentwicklung
| Jahr | Einwohner |
| ---- | --------- |
| 1875 | 245       |
| 1890 | 264       |
| 1925 | 281       |

| Jahr | Einwohner |
| ---- | --------- |
| 1933 | 247       |
| 1939 | 240       |
| 1946 | 312       |

| Jahr | Einwohner |
| ---- | --------- |
| 1950 | 330       |
| 1964 | 272       |
| 1971 | 256       |

| Jahr | Einwohner |
| ---- | --------- |
| 1981 | 227       |
| 1989 | 213       |
| 1992 | 215       |

Gebietsstand des jeweiligen Jahres

## Sehenswürdigkeiten und Kultur

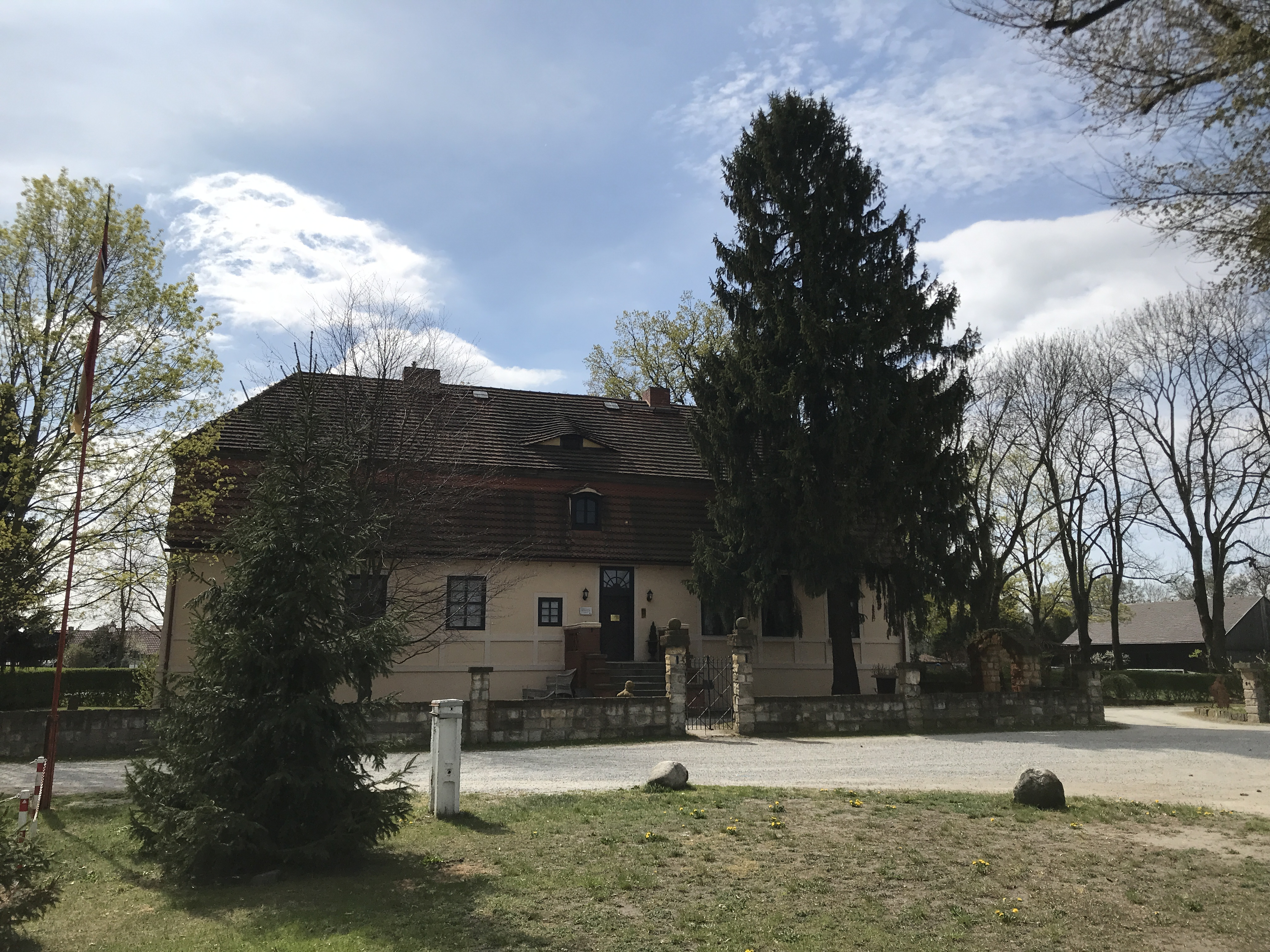
Gutshaus Milkersdorf

- Gutshaus; wurde im 18. Jahrhundert für das Rittergut Milkersdorf gebaut und ist ein eingetragenes Baudenkmal in der Denkmalliste des Landes Brandenburg. Seit 2003 wird das Gebäude von einem Swingerclub genutzt, vorher wurde es saniert.
- Denkmal für die Gefallenen der Weltkriege auf dem Dorfanger

## Nachweise
1. ↑  Gemeinde- und Ortsteilverzeichnis des Landes Brandenburg. Landesvermessung und Geobasisinformation Brandenburg (LGB), abgerufen am 21. Oktober 2020.
2. ↑  Milkersdorf. In: kolkwitz.de. Gemeinde Kolkwitz, abgerufen am 21. März 2017.
3. ↑  Reinhard E. Fischer: Die Ortsnamen der Länder Brandenburg und Berlin: Alter – Herkunft – Bedeutung. be.bra Wissenschaft, 2005, S. 116.
4. ↑  Auseinandersetzung von Carl Maximilian v. Loeben mit seinen Lehnsvettern über den geplanten Verkauf des Gutes Milkersdorf an Caspar Seyfried v. Muschwitz. Brandenburgisches Landeshauptarchiv, abgerufen am 28. Juli 2022.
5. ↑  Hugo Rachel, Johannes Papritz, Paul Wallich: Die Zeit des Merkantilismus. De Gruyter, 2019, S. 95. (eingeschränkte Vorschau in der Google-Buchsuche).
6. ↑  Friedrich Wilhelm August Bratring: Statistisch-topographische Beschreibung der gesammten Mark Brandenburg. Dritter und letzter Band: Die Neumark Brandenburg enthaltend. VIII, 390 S., Maurer, Berlin 1809, Online bei Google Books, S. 351.
7. ↑  Rudolf Lehmann (Hrsg.): Historisches Ortslexikon für die Niederlausitz. Band 2: Die Kreise Cottbus, Guben, Spremberg und Sorau. Verlag Klaus-D. Becker, Potsdam 2011, ISBN 978-3-941919-90-7, S. 77.
8. ↑  Topographisch-statistische Uebersicht des Regierungs-Bezirks Frankfurt a. d. O. Gustav Harnecker’s Buchhandlung, Frankfurt a. O. 1844 Online bei Google Books, S. 43.
9. ↑  Ernst Tschernik: Die Entwicklung der sorbischen Bevölkerung. Akademie-Verlag, Berlin 1954.
10. ↑  Ludwig Elle: Sprachenpolitik in der Lausitz. Domowina-Verlag, Bautzen 1995.
11. ↑  Historisches Gemeindeverzeichnis des Landes Brandenburg 1875 bis 2005. (PDF; 331 kB) Landkreis Spree-Neiße. Landesbetrieb für Datenverarbeitung und Statistik Land Brandenburg, Dezember 2006, abgerufen am 28. Juli 2022.